# Victor Baltard
Victor Baltard (Paris, 19 de junho de 1805 – Paris, 13 de janeiro de 1874) foi um arquiteto francês famoso por trabalhar em Paris, incluindo a criação do mercado de Les Halles e a Igreja de Santo Agostinho.

## Biografia

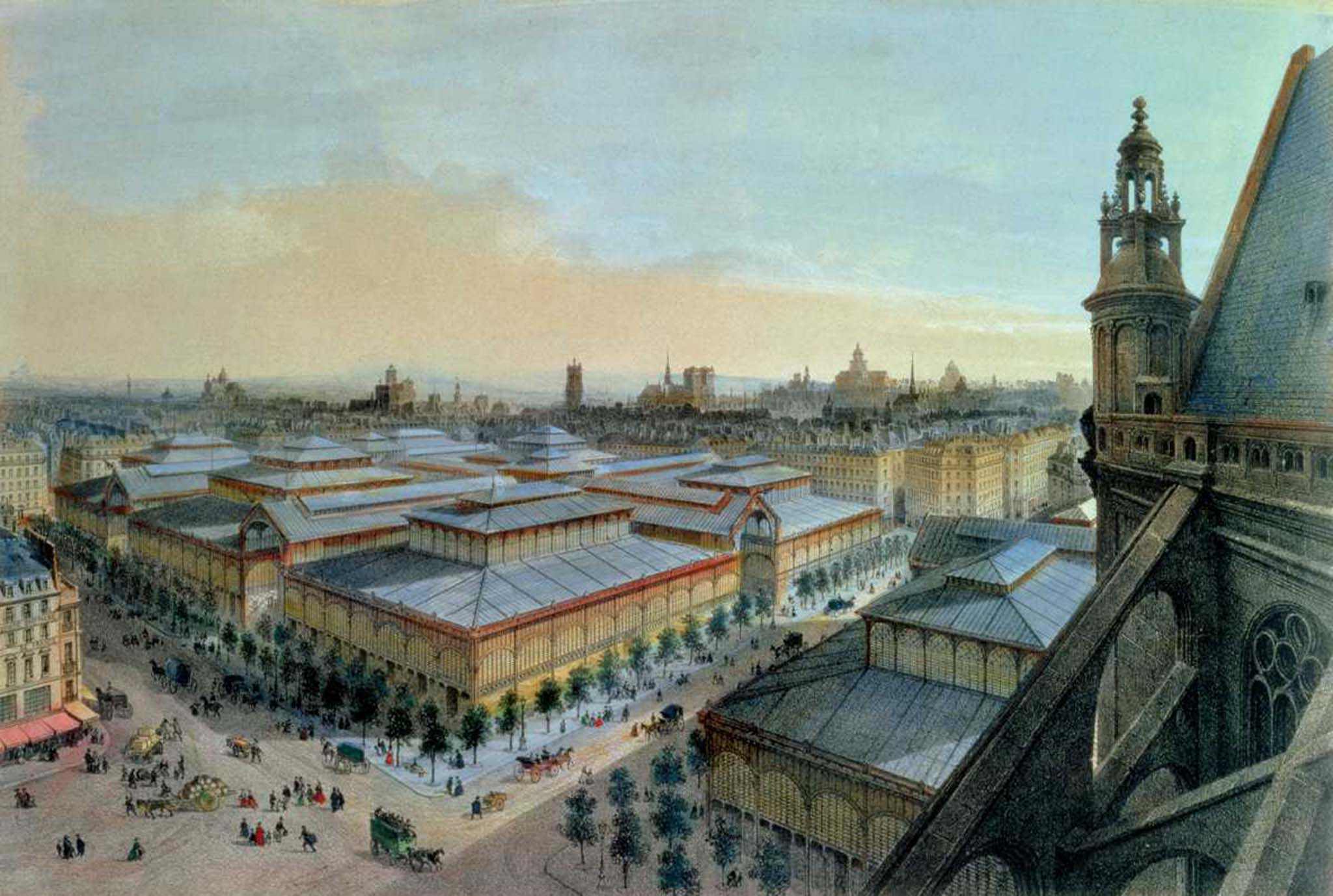
Les Halles de Paris em 1870

Nasceu em Paris, filho do arquiteto Louis-Pierre Baltard e estudou no Lycée Henri IV. Durante seus dias de estudante, Baltard, um luterano, frequentou o Templo calvinista du Marais junto com outros estudantes protestantes, incluindo Georges-Eugène Haussmann, com quem ele colaboraria mais tarde na reforma urbana de Paris.
Mais tarde, estudou na Escola Nacional Superior de Belas Artes de Paris, onde ganhou o Prix de Roma por projetar uma escola militar em 1833. Ele passou a estudar na Academia da França em Roma, Itália, de 1834 a 1838, sob a direção de Jean-Auguste Dominique Ingres.
A partir de 1849, foi Arquiteto da Cidade de Paris. Neste cargo, foi o responsável pela restauração de várias igrejas, bem como pela construção da igreja católica de Santo Agostinho (1860-1867), na qual ele uniu os valores estruturais da pedra e do aço.
No entanto, sua realização mais popular foi a construção do Les Halles, o mercado central de Paris, durante os anos de 1853 a 1870. Em 1972 e 1973, contudo, essas salas foram demolidas. Um único salão (concluído em 1854) foi classificado como monumento histórico e transferido para Nogent-sur-Marne em 1971, onde é hoje conhecido como Pavillon Baltard.
Victor Baltard também construiu os matadouros e o mercado de gado de Les Halles de la Villette. Foi, em grande parte, o responsável pela introdução de um esquema regular de decoração de afrescos por artistas modernos nas igrejas de Paris, em substituição às coleções heterogêneas de imagens de todos os tipos com os quais suas paredes eram promiscuamente decoradas.
Sepultado no Cemitério de Sceaux.

## Trabalhos
Arquitetura

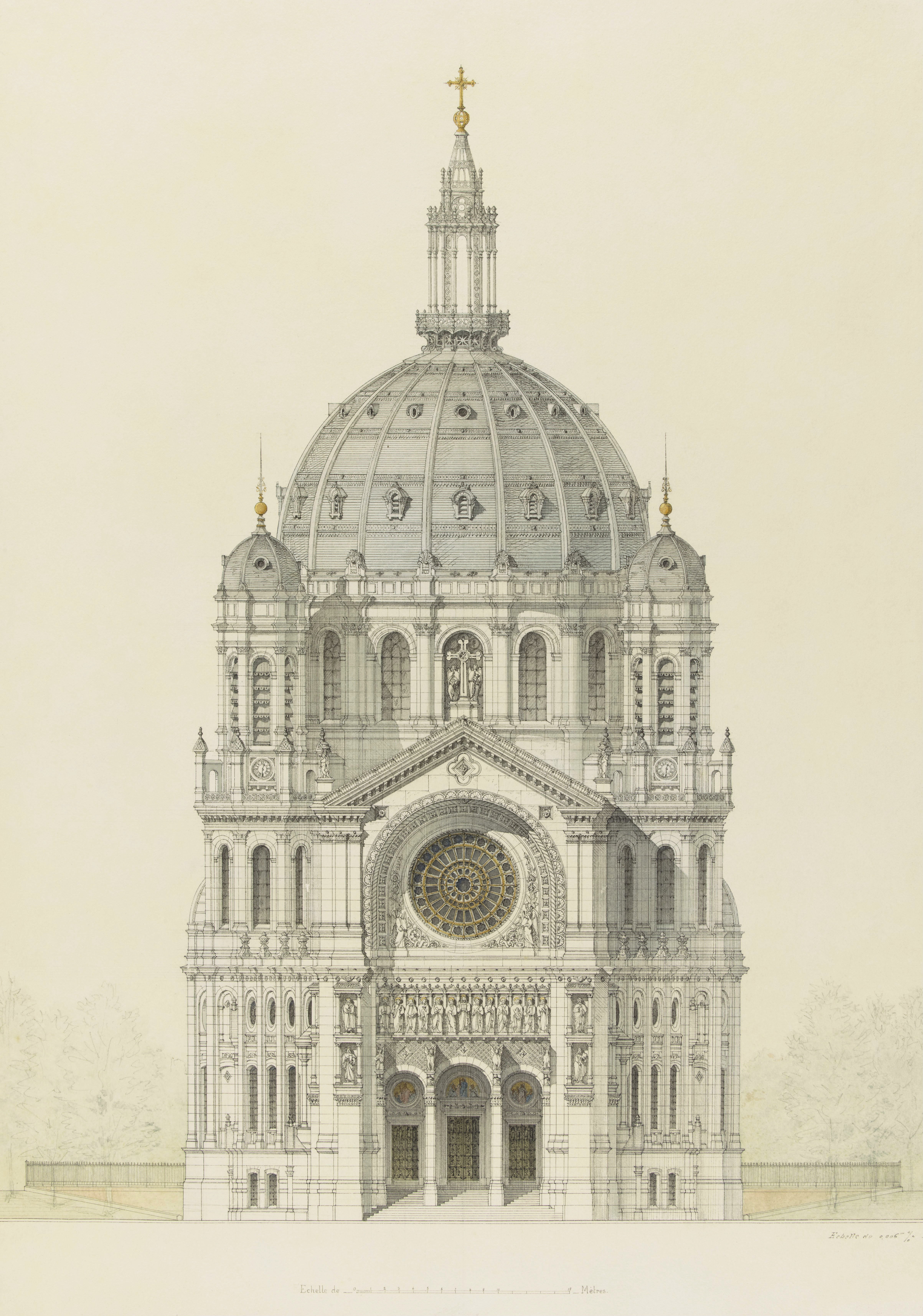
Desenho da fachada principal da Igreja de Santo Agostinho, Paris

- Construção do Palácio da Justiça de Lyon em 1847, hoje a sede do Tribunal de Apelação de Lyon e do Tribunal de Justiça do Ródano.
- O túmulo do compositor Louis James Alfred Lefébure-Wély (1817–1869) no Cemitério do Père-Lachaise
- Os 12 pavilhões do Les Halles em Paris (1853–1870) (o Pavilion Baltard N.º 8 foi transferido para Nogent-sur-Marne em 1971)
- Mercado de gado de Les Halles de la Villette
- Construção da Igreja de Santo Agostinho (1860–1871)
- Fachada da igreja Notre-Dame-des-Blancs-Manteaux: originalmente pertencente à igreja de Saint-Elois-des-Barnabites, que estava localizada na Île de la Cité, destruída durante a reforma urbana de Paris e remontada por Baltard em 1863.

Restaurações
- Restauração da igreja de São Germano de Auxerre, em colaboração com Jean-Baptiste Antoine Lassus de 1838 até 1855.
- Restauração da igreja de Santo Eustáquio em 1844.
- Restauração da capela do Mosteiro de Pentemont como uma igreja protestante em 1844.
- Restauração da igreja de Saint-Étienne-du-Mont: ele dirigiu a construção da capela dos catecismos e restaurou a fachada da igreja entre 1861 e 1868.
- Restauração da igreja da Abadia de Saint-Germain-des-Prés.
- Restauração da igreja de Saint-Séverin.
- Restauração da igreja de São Paulo-São Luís: Baltard foi responsável principalmente pela renovação do coro e pela reforma da fachada.

## Galeria

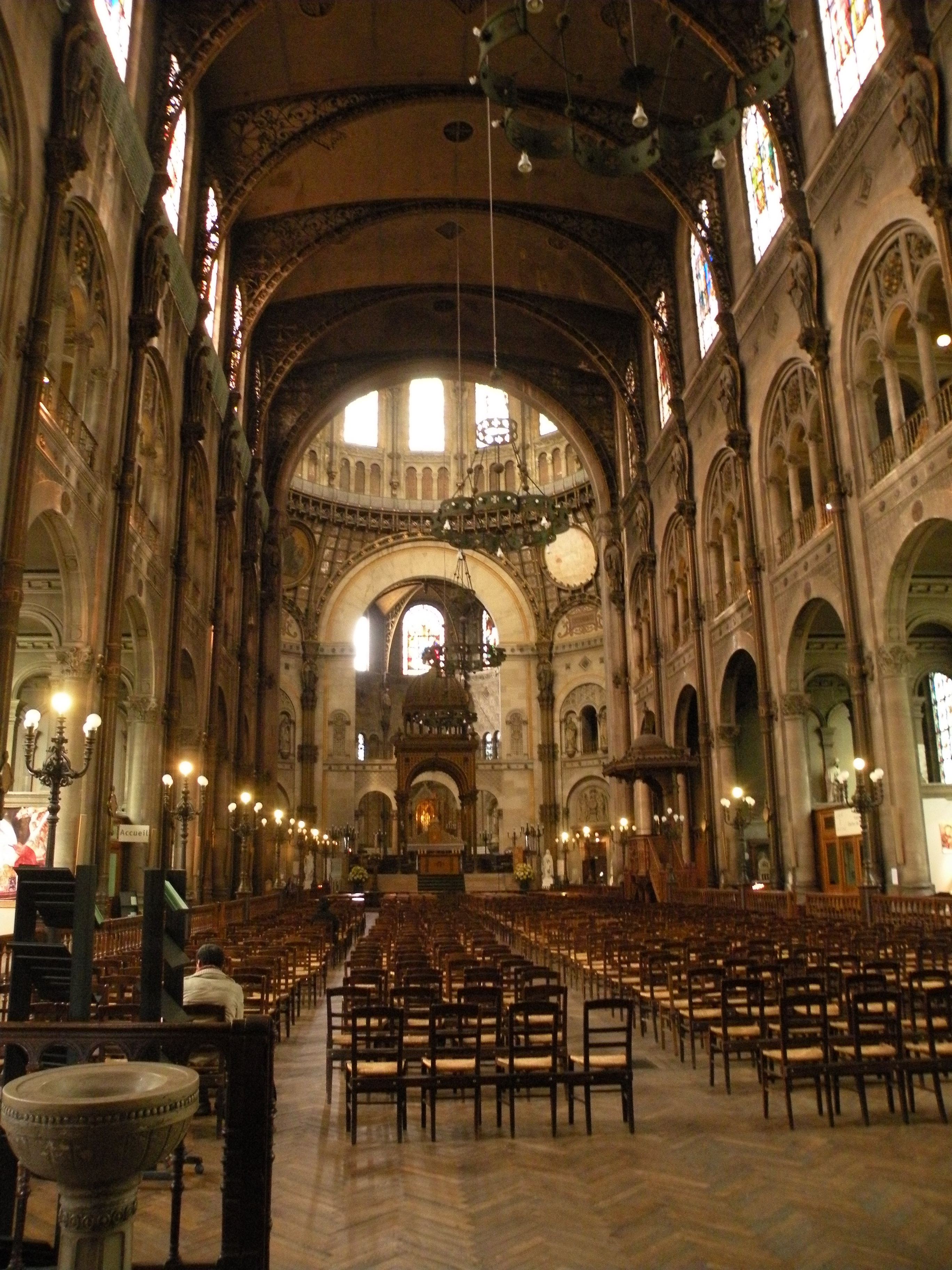
Interior da igreja de Santo Agostinho mostrando as colunas de ferro fundido e o teto de ferro moldado
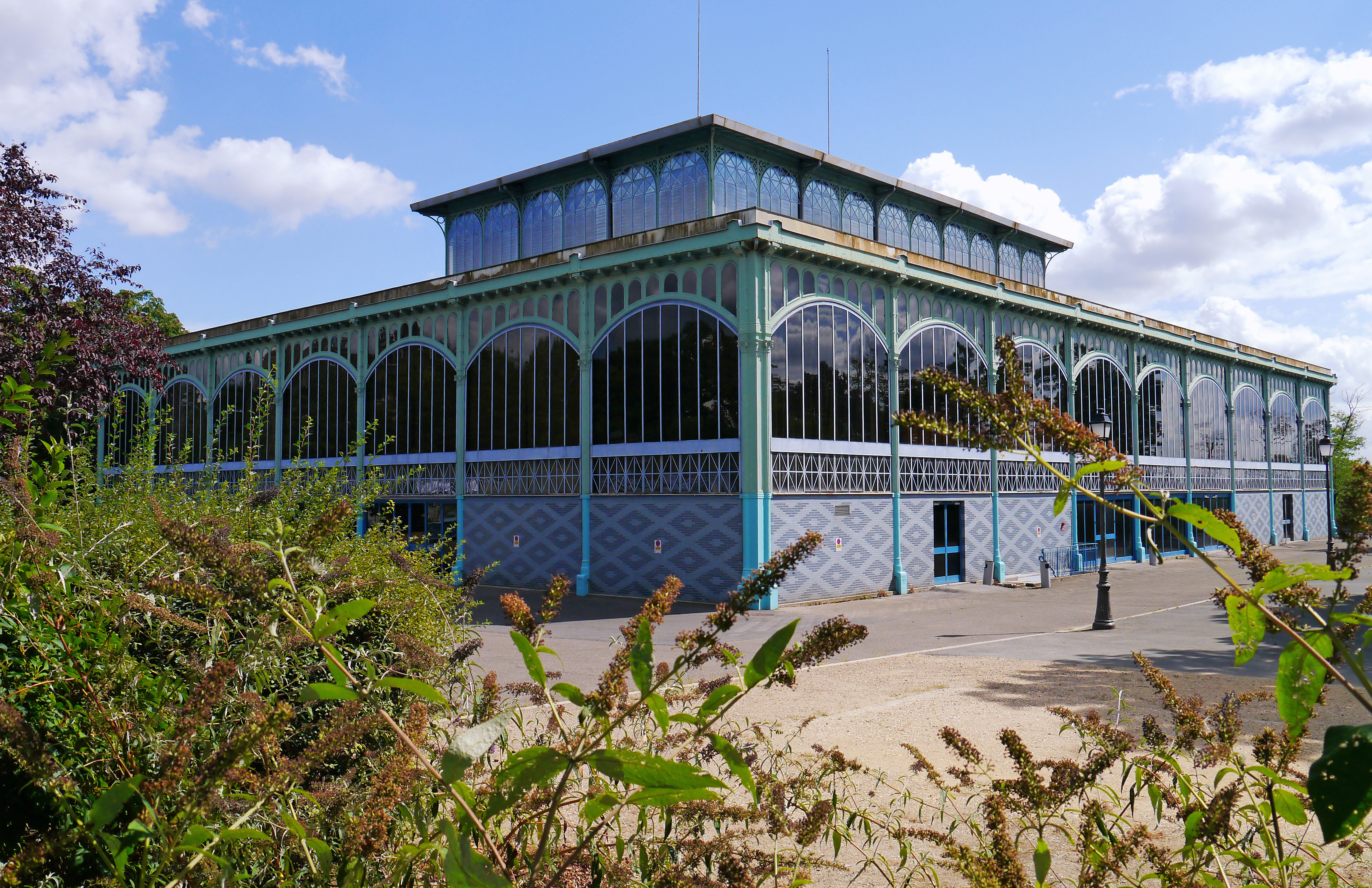
O Pavillon Baltard em Nogent-sur-Marne, o único salão que restou do Les Halles
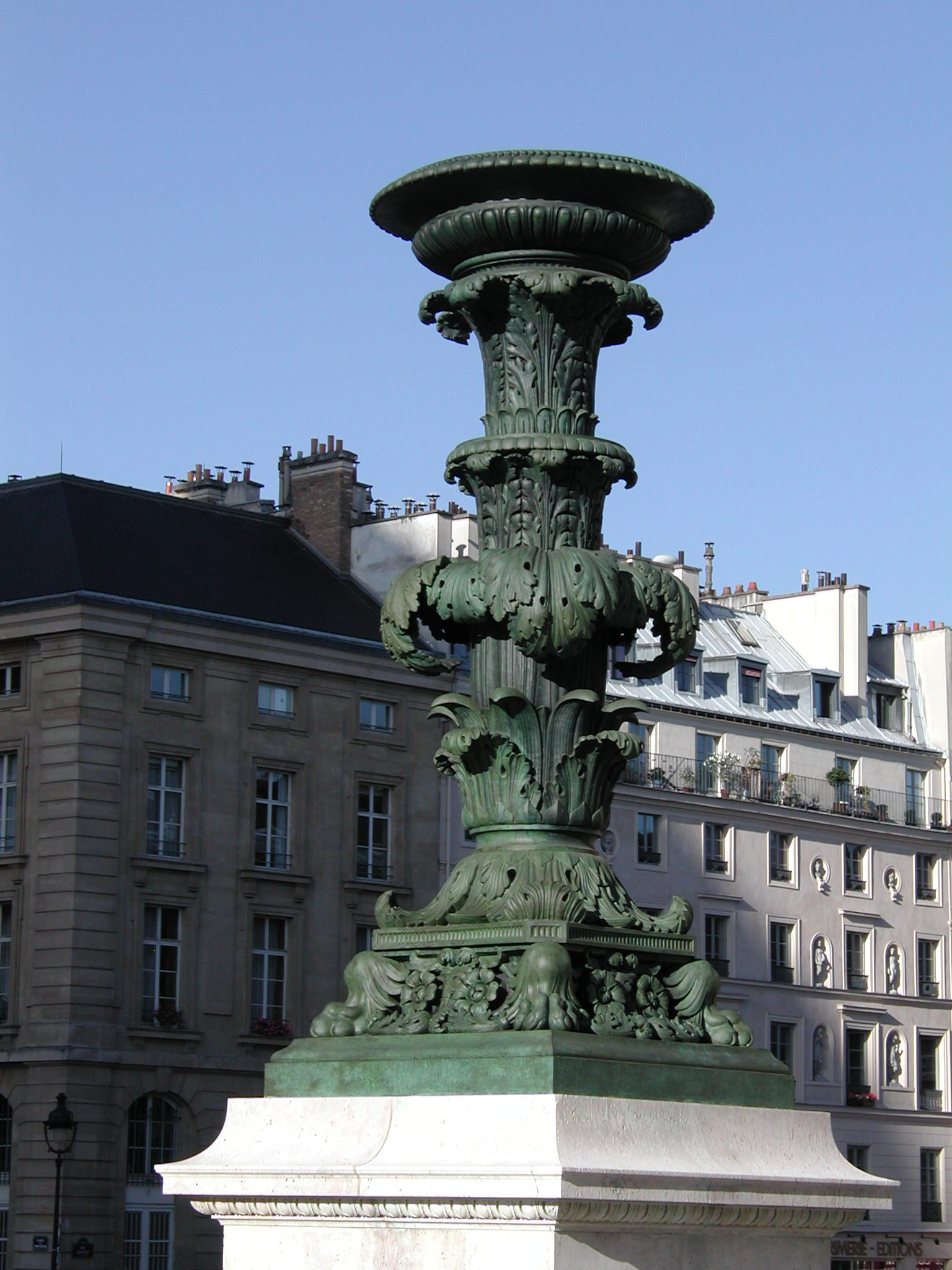
Candelabro do Panteão
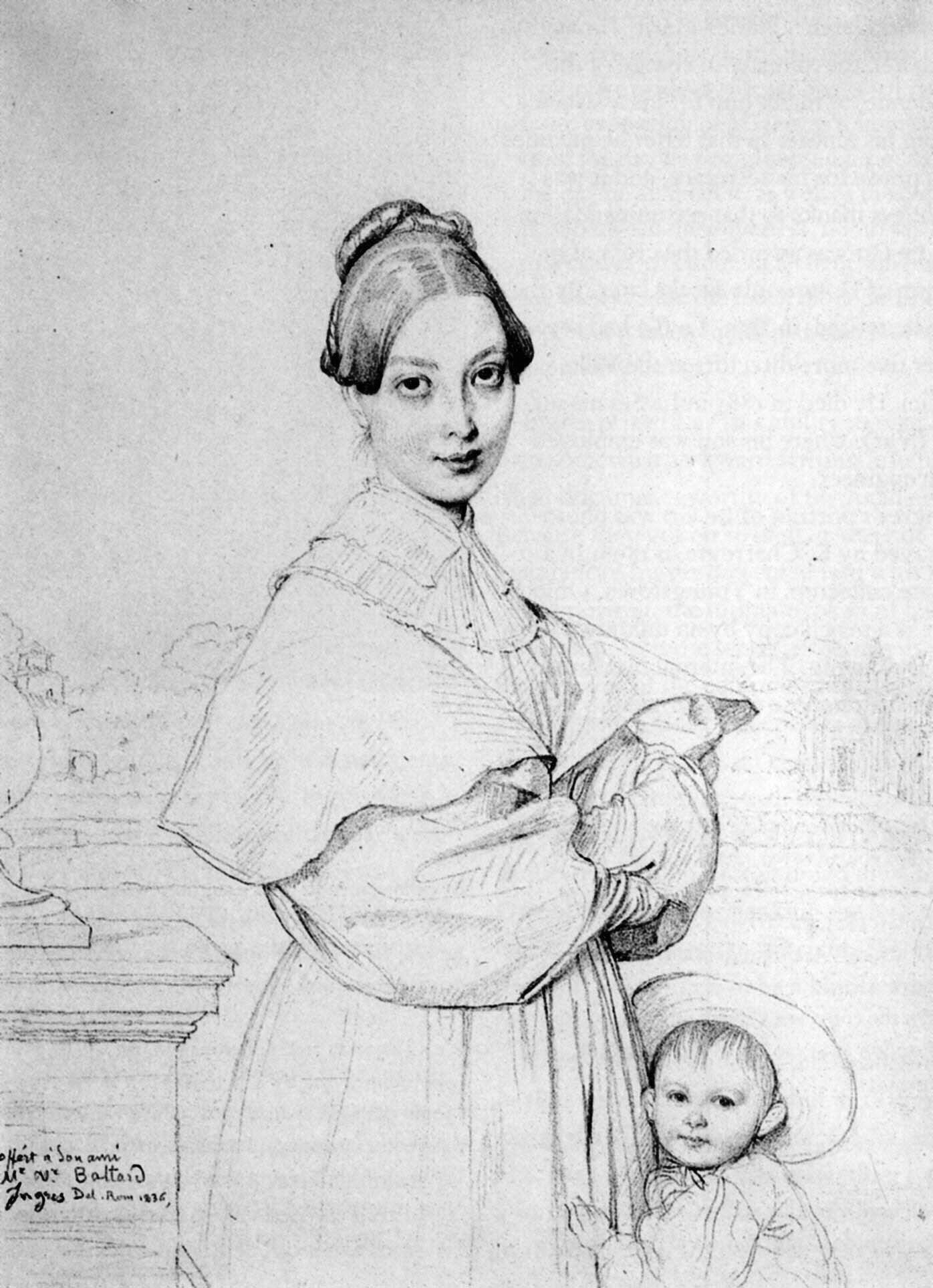
Retrato da esposa de Victor Baltard (nascida Adeline Lequeu) e de sua filha Paule por Jean-Auguste Dominique Ingres